# Secret Journey
Secret Journey è un singolo del gruppo musicale britannico The Police, tratto dall'album Ghost in the Machine e destinato esclusivamente al mercato statunitense, alternativo ad Invisible Sun che fu pubblicato soltanto nel Regno Unito.
La canzone fu scritta da Sting e prodotta da Stewart Copeland.

## Il singolo
La canzone è pervasa da un'influenza mistica, derivante dalla lettura, da parte di Sting, delle opere di G.I. Gurdjieff, in particolare Incontri con uomini straordinari:
(Sting, comunicato stampa per la pubblicazione di Ghost in the Machine, Ottobre 1981)

## Tracce
1. Secret Journey - 3:34 (Sting)
2. Darkness - 3:14  (Copeland)

## Formazione
- Sting - voce e basso
- Andy Summers - chitarra, guitar synth
- Stewart Copeland - batteria, percussioni

## Classifiche
| Classifica (1982)             | Posizione massima |
| ----------------------------- | ----------------- |
| Stati Uniti                   | 46                |
| Stati Uniti (mainstream rock) | 29                |